# Malezonotus fuscosus
Malezonotus fuscosus är en insektsart som beskrevs av Barber 1918. Malezonotus fuscosus ingår i släktet Malezonotus och familjen Rhyparochromidae. Inga underarter finns listade i Catalogue of Life.